# Campeonato Gaúcho de Futebol de 1972
O Campeonato Gaúcho de Futebol de 1972, foi a 52ª edição da competição no Estado do Rio Grande do Sul. Novamente houve alteração no modo de disputa. Grêmio e Internacional ficaram fora da primeira fase do campeonato, apenas os outros 23 clubes jogaram. Os dois clubes de Porto Alegre entraram somente na fase final. O campeão deste ano foi o S.C. Internacional.

## Participantes
| Equipe                                                     | Cidade            |
| ---------------------------------------------------------- | ----------------- |
| Grêmio Esportivo e Recreativo 14 de Julho                  | Passo Fundo       |
| Clube Esportivo Aimoré                                     | São Leopoldo      |
| Associação Caxias de Futebol*                              | Caxias do Sul     |
| Clube Atlético Carazinho                                   | Carazinho         |
| Grêmio Esportivo Bagé                                      | Bagé              |
| Associação Almirante Barroso-São José de Futebol e Regatas | Porto Alegre      |
| Grêmio Esportivo Brasil                                    | Pelotas           |
| Cachoeira Futebol Clube                                    | Cachoeira do Sul  |
| Esporte Clube Cruzeiro                                     | Porto Alegre      |
| Clube Esportivo Bento Gonçalves                            | Bento Gonçalves   |
| Grêmio Atlético Farroupilha                                | Pelotas           |
| Sport Club Gaúcho                                          | Passo Fundo       |
| Grêmio Foot-Ball Porto Alegrense                           | Porto Alegre      |
| Guarany Futebol Clube                                      | Bagé              |
| Sport Club Internacional                                   | Porto Alegre      |
| Esporte Clube Internacional                                | Santa Maria       |
| Esporte Clube Nacional                                     | Cruz Alta         |
| Esporte Clube Novo Hamburgo                                | Novo Hamburgo     |
| Esporte Clube Pelotas                                      | Pelotas           |
| Riograndense Futebol Clube                                 | Santa Maria       |
| Sá Viana Futebol Clube                                     | Uruguaiana        |
| Futebol Clube Santa Cruz                                   | Santa Cruz do Sul |
| Sport Club São Paulo                                       | Rio Grande        |
| Tamoio Futebol Clube***                                    | Santo Ângelo      |
| Ypiranga Futebol Clube                                     | Erechim           |

* O Caxias e o Juventude, em razão de uma fusão disputaram a competição com o nome AS Caxias.

*** O Santo Ângelo disputou a competição com o nome Tamoyo.

## Primeira Fase
| Grupo A | Grupo A             | Grupo A | Grupo A | Grupo A | Grupo A | Grupo A | Grupo A | Grupo A | Grupo A |
| Pos.    | Equipes             | Pts     | J       | V       | E       | D       | GP      | GC      | SG      |
| ------- | ------------------- | ------- | ------- | ------- | ------- | ------- | ------- | ------- | ------- |
| 1       | Gaúcho              | 13      | 8       | 5       | 3       | 0       | 18      | 9       | 9       |
| 2       | Esportivo           | 12      | 8       | 4       | 4       | 0       | 11      | 6       | 5       |
| 3       | Tamoio              | 8       | 8       | 3       | 2       | 3       | 9       | 11      | –2      |
| 4       | Ypiranga de Erechim | 7       | 8       | 3       | 1       | 4       | 8       | 9       | –1      |
| 5       | 14 de Julho         | 0       | 8       | 0       | 0       | 8       | 7       | 18      | –11     |

| Grupo B | Grupo B               | Grupo B | Grupo B | Grupo B | Grupo B | Grupo B | Grupo B | Grupo B | Grupo B |
| Pos.    | Equipes               | Pts     | J       | V       | E       | D       | GP      | GC      | SG      |
| ------- | --------------------- | ------- | ------- | ------- | ------- | ------- | ------- | ------- | ------- |
| 1       | Associação Caxias     | 14      | 10      | 6       | 2       | 2       | 18      | 7       | 11      |
| 2       | Aimoré                | 12      | 10      | 4       | 4       | 2       | 7       | 5       | 2       |
| 3       | Barroso-São José      | 12      | 10      | 4       | 4       | 2       | 6       | 5       | 1       |
| 4       | Inter de Santa Maria  | 9       | 10      | 3       | 3       | 4       | 9       | 8       | 1       |
| 5       | Nacional              | 8       | 10      | 2       | 4       | 4       | 7       | 13      | –6      |
| 6       | Atlético de Carazinho | 5       | 10      | 1       | 3       | 6       | 6       | 15      | –9      |

| Grupo C | Grupo C       | Grupo C | Grupo C | Grupo C | Grupo C | Grupo C | Grupo C | Grupo C | Grupo C |
| Pos.    | Equipes       | Pts     | J       | V       | E       | D       | GP      | GC      | SG      |
| ------- | ------------- | ------- | ------- | ------- | ------- | ------- | ------- | ------- | ------- |
| 1       | Cruzeiro-RS   | 13      | 10      | 5       | 3       | 2       | 10      | 5       | 5       |
| 2       | Cachoeira     | 12      | 10      | 5       | 2       | 3       | 12      | 7       | 5       |
| 3       | Santa Cruz-RS | 12      | 10      | 6       | 0       | 4       | 9       | 6       | 3       |
| 4       | Pelotas       | 10      | 10      | 3       | 4       | 3       | 8       | 11      | –3      |
| 5       | Sá Viana      | 8       | 10      | 3       | 2       | 5       | 6       | 12      | –6      |
| 6       | Riograndense  | 5       | 10      | 2       | 1       | 7       | 4       | 8       | –4      |

| Grupo D | Grupo D           | Grupo D | Grupo D | Grupo D | Grupo D | Grupo D | Grupo D | Grupo D | Grupo D |
| Pos.    | Equipes           | Pts     | J       | V       | E       | D       | GP      | GC      | SG      |
| ------- | ----------------- | ------- | ------- | ------- | ------- | ------- | ------- | ------- | ------- |
| 1       | Brasil de Pelotas | 17      | 10      | 7       | 3       | 0       | 16      | 5       | 11      |
| 2       | Novo Hamburgo     | 13      | 10      | 4       | 5       | 1       | 8       | 3       | 5       |
| 3       | Bagé              | 12      | 10      | 5       | 2       | 3       | 14      | 9       | 5       |
| 4       | São Paulo-RS      | 9       | 10      | 3       | 3       | 4       | 9       | 12      | –3      |
| 5       | Guarany de Bagé   | 7       | 10      | 3       | 1       | 6       | 7       | 10      | –3      |
| 6       | Farroupilha       | 2       | 10      | 0       | 2       | 8       | 3       | 18      | –15     |

## Decagonal final
| Pos. | Equipes           | Pts | J  | V  | E | D  | GP | GC | SG  |
| ---- | ----------------- | --- | -- | -- | - | -- | -- | -- | --- |
| 1    | Internacional     | 34  | 18 | 16 | 2 | 0  | 42 | 5  | 37  |
| 2    | Grêmio            | 29  | 18 | 13 | 3 | 2  | 32 | 9  | 23  |
| 3    | Novo Hamburgo     | 21  | 18 | 9  | 3 | 6  | 15 | 13 | 2   |
| 4    | Associação Caxias | 20  | 18 | 8  | 4 | 6  | 17 | 16 | 1   |
| 5    | Esportivo         | 17  | 18 | 6  | 5 | 7  | 15 | 18 | −3  |
| 6    | Gaúcho            | 16  | 18 | 5  | 6 | 7  | 12 | 18 | −6  |
| 7    | Cruzeiro-RS       | 16  | 18 | 5  | 6 | 7  | 12 | 20 | −8  |
| 8    | Brasil de Pelotas | 10  | 18 | 3  | 4 | 11 | 9  | 24 | −15 |
| 9    | Aimoré            | 9   | 18 | 2  | 5 | 11 | 7  | 18 | −11 |
| 10   | Santa Cruz-RS     | 8   | 18 | 1  | 6 | 11 | 9  | 29 | −20 |

## Artilheiro
- Claudiomiro (Internacional) 13 gols

## Campeão
| Campeonato Gaúcho de 1972          |
| ---------------------------------- |
| INTERNACIONAL Campeão (20º título) |